# أليكس إليوت
أليكس إليوت (24 أبريل 1987 بفانكوفر في كندا - ) هو لاعب كرة قدم كندي في مركز الهجوم. شارك مع منتخب كندا تحت 17 سنة لكرة القدم ومنتخب كندا تحت 20 سنة لكرة القدم. أما مع النوادي، فقد لعب مع ماينتس 05 وفانكوفر وايتكابس (نادي كرة قدم) وSportfreunde Siegen ‏.

## وصلات خارجية
- أليكس إليوت على موقع قاعدة بيانات كرة القدم.إي يو (الإنجليزية)
- أليكس إليوت على موقع بيانات كرة القدم. دي إي (الألمانية)
- أليكس إليوت على موقع Soccerway.com (الإنجليزية)
- أليكس إليوت على موقع عالم كرة القدم.نت (الإنجليزية)